# Nhiệm Tân Dân
Nhiệm Tân Dân (tiếng Trung: 任新民; bính âm: Ren Xinmin; Wade–Giles: Jen Hsin-min; 5 tháng 12, 1915 – 12 tháng 2, 2017) là một chuyên gia Trung Quốc tại về vũ trụ và công nghệ động cơ tên lửa nhiên liệu lỏng. Ông là chủ nhiệm kỹ thuật của tên lửa Trường Chinh I, được sử dụng phóng thành công của Đông Phương Hồng I, vệ tinh đầu tiên của Trung Quốc, và nhà thiết kế chính của động cơ đẩy tên lửa đẩy của Trung Quốc. Ông cũng là nhà thiết kế chính cho tên lửa đẩy Trường Chinh 3, Fengyun, và SJ (Shijian).
Cùng với Huang Weilu, Tu Shou'e và Liang Shoupan, Ren được coi là một trong "Bốn bậc trưởng lão của ngành hàng không vũ trụ của Trung Quốc". Họ đã được tặng thưởng Huân chương chiến công Hai Bom và Một vệ tinh năm 1999. Ông đã được bầu là thành viên của Viện Hàn lâm Khoa học Trung Quốc vào năm 1980.

## Tiểu sử
Nhiệm sinh ra vào ngày 05 tháng 12 năm 1915 tại Ninh Quốc, tỉnh An Huy. Khi còn là một sinh viên tại một trường trung học cơ sở, anh gia nhập Đoàn Thanh niên Cộng sản. Anh học kỹ thuật hóa học tại Đại học Trung Quốc ở Nam Kinh. Sau sự bùng nổ của cuộc chiến tranh Trung-Nhật lần thứ hai vào năm 1937, anh đã tị nạn tại Trùng Khánh, nơi ông học thiết kế súng tại Học viện Công nghệ Quốc gia, Bộ Quân Quản. Ông làm việc tại một kho vũ khí sau khi tốt nghiệp vào năm 1940. Nhiệm tham dự Đại học Michigan vào năm 1945, nơi anh có bằng thạc sĩ và tiến sĩ.

## Sự nghiệp
Sau khi Chiến tranh thế giới thứ hai, Nhiệm đọc một cuốn sách của tác giả Tiền Học Sâm thức tỉnh mối quan tâm của ông đối với ngành khoa học tên lửa. Khi ông trở về Trung Quốc vào năm 1949, ông đến Nam Kinh và được cung cấp học bổng nghiên cứu cho đến năm 1952, khi ông đi đến Cáp Nhĩ Tân. Trong ba năm này, Nhiệm và các đồng nghiệp của ông đã cố gắng khởi động một tên lửa nhỏ, mặc dù thử nghiệm không bao giờ được hoàn thành.
Mặc dù chuyên môn của Nhiệm trong ngành cơ khí, ông được bổ nhiệm làm giám đốc giảng dạy tên lửa và phần nghiên cứu thực hiện khóa học tên lửa rắn, nhiên liệu đẩy tại Viện Kỹ thuật Quân sự.
Sau đó, Nhiệm đã trúng tuyển vào Học viện thứ năm của Bộ Quốc phòng vào năm 1956. Nhiệm vụ đầu tiên của ông đã được kết hợp với các thiết kế và công nghệ để tái tạo các tên lửa R-2 với sự hỗ trợ của chuyên gia Liên Xô. Dongfeng 1 là một phiên bản được cấp phép của R-2 với tầm bắn tối đa giới hạn được đưa ra suôn sẻ trong năm 1960. Nhiệm đã được bổ nhiệm làm giám đốc thiết kế và giúp phát triển các Đông Phương 2, một tên lửa tầm trung trong năm 1961.
Nhiệm từng là Thứ trưởng Bộ Chế tạo máy thứ bảy từ năm 1975 đến năm 1982, khi ông được chuyển đến Bộ Công nghiệp hàng không vũ trụ. Có dự án 331, để xây dựng và phóng một vệ tinh truyền thông, đã được thực hiện thành công. Nhiệm là người phụ trách năm phần của nó, là kỹ sư trưởng; ông được mệnh danh là "soái kỹ sư".
Việc Nhiệm kiên quyết áp dụng động cơ tên lửa LOX / LH2 dẫn đến sự thành công của Long ngày 03 tháng 3 năm 1984, mặc dù ông đã phải chịu nhiều thất bại, và sau đó phải đối mặt với sự phản ứng dữ dội dẫn. Ông cũng đã từng là một promoter chuyên dụng của dự án chuyến bay vũ trụ có người lái và trạm không gian của Trung Quốc kể từ năm 1980.

## Cuộc sống cá nhân
Ông kết hôn Yu Shuangqin (虞霜琴), con gái của một quan chức chính phủ Quốc Dân Đảng, vào năm 1944.
Nhiệm Tân Dân qua đời vào ngày 12 tháng 2 năm 2017 tại Bắc Kinh, thọ 101 tuổi (102 tuổi trong cách tính tuổi Đông Nam Á). 